# フランス語の否定文
フランス語の否定文（フランスごのひていぶん、フランス語: Négation en français）では、現代標準フランス語における否定文について記述する。フランス語の否定文の特徴は、ne ... pas に代表されるように否定が ne を含む 2 語で表されることと、多様な否定語があることである。否定語には、否定副詞、否定代名詞、否定限定詞、否定接続詞がある。

## 歴史
現代フランス語の文語では、単純否定は ne /nə/ と pas /pa/ の 2 語で表され、1 語または 1 形態素で表される他の多くの言語と対照的である。
- Je ne sais pas. (フランス語)
- I don't (do not) know. (英語)
- Ich weiß nicht. (ドイツ語)
- 私は知らない。 (日本語)
- 我不知道。 (中国語普通話)

しかし言語学の観点からは、珍しい現象ではない。イェスペルセンは 1917 年に、諸言語の否定表現が一定の傾向で変化することを見出した。これをイェスペルセン周期またはイェスペルセン・サイクルと呼ぶ。以下にその各段階を示す。
1. 否定は動詞に先行する否定標識で表される。
2. 否定標識が音声的に弱くなり、強調の副詞が付け加えられる。
3. 強調の副詞が義務化して否定副詞となり、否定は 2 語で表される。
4. 否定は否定副詞で表され、元々の否定標識は任意になる。
5. 否定は否定副詞だけで表される。
6. 否定副詞が、動詞に先行する否定標識としても使われる。
7. 1 に戻る。

英語、ドイツ語、オランダ語などは第 5 段階である。
ラテン語は ne → ne oinom → non と一周して第 1 段階に戻った。その後、スペイン語、イタリア語などの他のロマンス諸語はそこにとどまっている。
現代フランス文語は第 3 段階、現代フランス口語は第 4 段階、現代ケベック・フランス口語は第 5 段階に進んでいる。
1. Non veniunt. (ラテン語)
2. Ne vienent (pas). (古フランス語、pas は強調)
3. Ils ne viennent pas. (現代フランス文語)
4. Ils (ne) viennent pas. (現代フランス口語、ne は任意)
5. Ils viennent pas. (現代ケベック・フランス口語、ne は常に脱落)

本来、否定を示すのは ne だったが、発音が弱まって接語となり、さらには脱落するようになった。このため、今では否定を担うのは pas のほうである。
否定の強調として最初に現れたのは pas と mie /mi/ であり、後に point /pwɛ̃/ が加わった。この他、goutte /gut/, grain /gʁɛ̃/ も使われた。これらは元々、否定される動詞に対応した強調だったが、後に単なる否定副詞に変わり、動詞の意味に関わらず用いられるようになった。
| 文                                | 第 2 段階 (中期フランス語) | 第 3 段階 (古典フランス語) |
| --------------------------------- | -------------------------- | -------------------------- |
| Je ne marche pas. /ʒən.maʁ.ʃə.pa/ | 私は一歩も歩かない。       | 私は歩かない。             |
| Je ne mange mie. /ʒən.mɑ̃ʒ.mi/     | 私は一かけらも食べない。   | 私は食べない。             |
| Je n'ai point. /ʒə.ne.pwɛ̃/        | 私は一点も持たない。       | 私は持たない。             |
| Je ne bois goutte. /ʒən.bwa.gut/  | 私は一滴も飲まない。       | 私は飲まない。             |
| Je ne mange grain. /ʒən.mɑ̃ʒ.gʁɛ̃/  | 私は一粒も食べない。       | 私は食べない。             |

現在では pas が標準であり、point は古風な文語である。残る goutte, grain, mie はもはや使われない。
否定語の多くは今も同形の名詞が存在するが、現代フランス語では名詞は限定詞を伴うので、単独で使われる否定語とは明確に見分けられる。
- pas (…ない)
- un pas (一歩)

## ne
文語では ne と否定語とを同時に用いるが、口語ではしばしば ne が脱落する。ただし主語が否定語なら、口語でも必ず ne を用いる。口語での ne の使用は、格調や教養の高さと結び付けられ、話者の年齢が高いほど使用率が高くなる。
ne は主語代名詞の直後に置かれ、ne の後に母音または無音の h で始まる語が続くときは、エリジオンが起きて n' /n/ になる。接語の語順についてはフランス語の人称代名詞#後接語の語順を参照すること。
否定を表すのは否定語のほうであり、ne の有無で意味は変わらない。ne 単独で否定の意味を持つのは一部の文語表現だけである。
しかし ne が否定を担っていたなごりで、pas を除く否定語をいくつ用いても肯定にはならず、否定文のままである。例えば次の文には否定語が 2 個あるが、否定文である。
- Personne n'a rien dit. /pɛʁ.sɔn.na.ʁjɛ̃.di/ (誰も何も言わなかった。)

## 否定副詞
否定副詞は一般に定動詞（助動詞、なければ動詞）の後に置く。

### pas
通常の否定には pas を用いる。point は pas と同じ意味の古風な文語である。かつては point のほうが強い否定だったが、現在は違いは無い。また pas の代わりに、否定の強調の aucunement /o.kyn.mɑ̃/, nullement /nyl.mɑ̃/ を使っても良い。
- Elle ne sait pas ce mot. /ɛl.nə.sɛ.pas.mo/ (彼女はその言葉を知らない。)
- Elle ne sait point ce mot. /ɛl.nə.sɛ.pwɛ̃s.mo/ (〃 - 文語)
- Elle ne sait aucunement ce mot. /ɛl.nə.sɛ.o.kyn.mɑ̃s.mo/ (彼女はその言葉を全く知らない。)
- Elle ne sait nullement ce mot. /ɛl.nə.sɛ.nyl.mɑ̃s.mo/ (〃 - 文語)

他の副詞と共に用いるときは、語順により文の意味が変わる。
- Ce n'est absolument pas vrai. /sə.nɛ.(t)ap.sɔ.ly.mɑ̃.pa.vʁɛ/ (それは絶対に正しくない。)
- Ce n'est pas absolument vrai. /sə.nɛ.pa.(z)ap.sɔ.ly.mɑ̃.vʁɛ/ (それは絶対に正しいわけではない。)

強調するときは du tout /dy.tu/ を使う。元々強調である aucunement と nullement は、du tout と共存しない。pas の後が 1 語なら du tout を文末に置き、2 語以上なら pas の直後に置くことが多い。
- Ce film n'est pas bon du tout. /sə.film.nɛ.pa.bɔ̃.dy.tu/ (その映画は全く良くない。)
- On n'aime pas du tout ce film. /ɔ̃.nɛm.pa.dy.tu.sə.film/ (我々はその映画を全く好まない。)

他の否定語と異なり pas と point は単独で返答に使うことはできないが、強調されていれば良い。
- *Pas. (不可)
- *Point. (不可)
- Non. /nɔ̃/ (いいえ。)
- Pas du tout. /pa.dy.tu/ (いいえ、全く。)
- Point du tout. /pwɛ̃.dy.tu/ (〃)
- Aucunement. /o.kyn.mɑ̃/ (〃)
- Nullement. /nyl.mɑ̃/ (〃)
- Absolument pas. /ap.sɔ.ly.mɑ̃.pa/ (〃)

### pas encore, plus
変化や出来事の前後における否定を表すには、pas encore /pa.(z)ɑ̃.kɔʁ/ と plus /ply/ を用いる。日本語の「まだ…ない」と「もう…ない」に当たる。変化前では encore /ɑ̃.kɔʁ/ と pas encore が対になり、変化後では déjà /de.ʒa/ と plus が対になる。
|        | 肯定                                                                   | 否定                                                                                  |
| ------ | ---------------------------------------------------------------------- | ------------------------------------------------------------------------------------- |
| 無変化 | Je suis étudiant. /ʒə.sɥi.(z)e.ty.djɑ̃/ (私は学生だ。)                  | Je ne suis pas étudiant. /ʒən.sɥi.pa.(z)e.ty.djɑ̃/ (私は学生でない。)                  |
| 変化前 | Je suis encore étudiant. /ʒə.sɥi.(z)ɑ̃.kɔ.ʁe.ty.djɑ̃/ (私はまだ学生だ。) | Je ne suis pas encore étudiant. /ʒən.sɥi.pa.(z)ɑ̃.kɔ.ʁe.ty.djɑ̃/ (私はまだ学生でない。) |
| 変化後 | Je suis déjà étudiant. /ʒə.sɥi.de.ʒa.e.ty.djɑ̃/ (私はもう学生だ。)      | Je ne suis plus étudiant. /ʒən.sɥi.ply.e.ty.djɑ̃/ (私はもう学生でない。)               |

### jamais
一度も起こらないことを表すには jamais /ʒa.mɛ/ を用いる。英語の never に当たる。複合過去（英語の現在完了に当たる）で用いると、今まで一度も起こらなかったことを表し、現在で用いると、決して起こり得ないことを表す。
- Ils ne lisent jamais de BD. /il.nə.liz.ʒa.mɛd.be.de/ (彼らは決して漫画を読まない。) (BD←fr:Bande dessinée)
- Ils n'ont jamais lu de BD. /il.nɔ̃.ʒa.mɛ.lyd.be.de/ (彼らは漫画を一度も読んだことがない。)

### nulle part
どこにも無いことを表すには nulle part /nyl.paʁ/ を用いる。英語の nowhere に当たる。nulle part は一般に文末に置く。他の場所を否定するには nulle part ailleurs /nyl.pa.ʁa.jœʁ/ を用いる。英語の nowhere else に当たる。
- Michelle n'a trouvé la clé nulle part. /mi.ʃɛl.na.tʁu.ve.la.kle.nyl.paʁ/ (ミシェルはどこにもその鍵を見付けられなかった。)
- On ne peut l'acheter nulle part ailleurs. /ɔ̃.nə.pø.laʃ.te.nyl.pa.ʁa.jœʁ/ (それは他のどこでも買えない。)

### que
限定された以外のものを否定するには que /kə/ を用いる。日本語の「…しか…ない」と同じように、形は否定文であるが意味は肯定である。que は限定される句の直前に置く。母音または無音の h で始まる語の前ではエリジオンが起きて qu' /k/ になる。
- Paul n'a que dix euros. /pɔl.nak.di.zø.ʁo/ (ポールは 10 ユーロしか持っていない。)
- On ne peut l'acheter qu'ici. /ɔ̃.nə.pø.laʃ.te.ki.si/ (それはここでしか買えない。)

pas と組み合わせると二重否定になり、「…しか…ないわけではない」の意味になる。
- Paul n'a pas que dix euros. /pɔl.na.pak.di.zø.ʁo/ (ポールは 10 ユーロしか持っていないわけではない。)

### guère
完全に否定するのではなく「ほとんど…ない」を意味するには、guère /gɛʁ/ を用いる。
- Il n'y a guère de problèmes. /il.nja.gɛʁ.də.pʁɔ.blɛm/ (ほとんど問題はない。)

### 冠詞de
否定副詞がある文において、存在が否定される直接目的語の不定冠詞と部分冠詞は、de /də/ に変わる。de の後の名詞は単数でも複数でも意味は違わない。一つも無いことを強調するなら un seul /œ̃.sœl/ を使っても良い。
- J'ai lu un journal. /ʒe.ly.œ̃.ʒuʁ.nal/ (私は新聞を一紙読んだ。)
- J'ai lu des journaux. /ʒe.ly.de.ʒuʁ.no/ (私は新聞を数紙読んだ。)
→ Je n'ai pas lu de journal. /ʒə.ne.pa.lyd.ʒuʁ.nal/ (私は新聞を読まなかった。)
→ Je n'ai pas lu de journaux. /ʒə.ne.pa.lyd.ʒuʁ.no/ (〃)
→ Je n'ai pas lu un seul journal. /ʒə.ne.pa.ly.œ̃.sœl.ʒuʁ.nal/ (私は新聞を一紙も読まなかった。)

de の代わりに un を使うと、必ずしも存在が否定されず、意味があいまいになる。
- J'ai lu un journal. /ʒe.ly.œ̃.ʒuʁ.nal/ (私はある新聞を読んだ。)
→ Je n'ai pas lu un journal. /ʒə.ne.pa.ly.œ̃.ʒuʁ.nal/ (私は(ある)新聞を読まなかった。)
  1. = Il n'y a pas de journal que j'ai lu. /il.nja.pad.ʒuʁ.nal.kə.ʒe.ly/ (私が読んだ新聞は一紙も無い。)
  2. = Il y a un journal que je n'ai pas lu. /i.lja.œ̃.ʒuʁ.nal.kəʒ.ne.pa.ly/ (私が読まなかった新聞が一紙ある。)

que は存在を否定しないので、de にならない。
- Je n'ai qu'un crayon. /ʒə.ne.kœ̃.kʁɛ.jɔ̃/ (私は鉛筆しか持っていない。)

存在ではなく種類や数や他の語句が否定される時も de にならない。
- J'ai vu un homme. /ʒe.vy.œ̃.nɔm/ (私は男を一人見た。)
→ Je n'ai pas vu d'homme. /ʒə.ne.pa.vy.dɔm/ (私は男を一人も見なかった。 - 存在の否定)
→ Je n'ai pas vu un homme mais une femme. /ʒə.ne.pa.vy.œ̃.nɔm.mɛ.yn.fam/ (私は男ではなく女を一人見た。 - 種類の否定)
→ Je n'ai pas vu un homme mais deux. /ʒə.ne.pa.vy.œ̃.nɔm.mɛ.dø/ (私は男を一人ではなく二人見た。 - 数の否定)
→ Je n'ai pas seulement vu un homme. /ʒə.ne.pa.sœl.mɑ̃.vy.œ̃.nɔm/ (私は男を一人見ただけではない。 - 副詞 seulement の否定)

主語や間接目的語の存在を否定する時は、否定代名詞または否定限定詞を用いる。

## 否定限定詞
否定限定詞は、否定を表す限定詞であり、名詞句の示すものが存在しないことを表す。他のフランス語の限定詞と同じように、名詞の性により変化する。どれも、可算名詞に使われる。
| 男性                    | 女性                       | 意味           |
| ----------------------- | -------------------------- | -------------- |
| aucun /o.kœ̃(n)/         | aucune /o.kyn/             | どの…も…ない   |
| nul /nyl/               | nulle /nyl/                | どの…も…ない   |
| pas un /pa.zœ̃(n)/       | pas une /pa.zyn/           | 一つの…も…ない |
| pas un seul /pa.zœ̃.sœl/ | pas une seule /pa.zyn.sœl/ | 一つの…も…ない |

後続の語が母音または無音の h で始まる時、aucun と pas un はリエゾンを起こす。
どれもが否定されることを強調する aucun と nul は、どの名詞句にも使える。英語の no に当たる。口語では nul は使わない。
数が 0 であることを強調する pas un と pas un seul は、主語あるいは時間を表す名詞句だけに使える。英語の not a single に当たる。
- Aucun élève n'est venu. /o.kœ̃.ne.lɛv.nɛv.ny/ (どの生徒も来なかった。)
- Nul élève n'est venu. /ny.le.lɛv.nɛv.ny/ (〃)
- Pas un élève n'est venu. /pa.zœ̃.ne.lɛv.nɛv.ny/ (一人の生徒も来なかった。)
- Pas un seul élève n'est venu. /pa.zœ̃.sœ.le.lɛv.nɛv.ny/ (〃)

- Je ne connais aucun élève. /ʒən.kɔ.nɛ.o.kœ̃.ne.lɛv/ (私はどの生徒も知らない。)
- Je ne connais nul élève. /ʒən.kɔ.nɛ.ny.le.lɛv/ (〃)

否定限定詞のうち、aucun, pas un, pas un seul は同形の否定代名詞がある。文脈または後続する de で示された集合の全てが否定される。
- Aucun de mes amis n'est venu. /o.kœ̃d.me.za.mi.nɛv.ny/ (私の友達のうち誰も来なかった。)
- Pas un de mes amis n'est venu. /pa.zœ̃d.me.za.mi.nɛv.ny/ (私の友達のうち一人も来なかった。)
- Pas un seul de mes amis n'est venu. /pa.zœ̃.sœl.də.me.za.mi.nɛv.ny/ (〃)

否定代名詞 nul は、否定限定詞 nul と意味が異なるので次節に示す。

## 否定代名詞
否定代名詞は、否定を表す代名詞であり、対象のものが存在しないことを表す。ここでは、personne /pɛʁ.sɔn/, nul /nyl/, rien /ʁjɛ̃/ を説明する。aucun, pas un, pas un seul は前節に示してある。

### personne
対象となる人が誰もいないことを示すには personne を用いる。英語の no one, nobody に当たる。文語の nul は personne と同じだが、主語にしか使われない。
- Je n'ai vu personne hier soir. /ʒə.ne.vy.pɛʁ.sɔn.jɛʁ.swaʁ/ (私は昨夜誰も見なかった。)
- Personne ne chante mieux que lui. /pɛʁ.sɔn.nə.ʃɑ̃t.mjøk.lɥi/ (誰も彼よりうまく歌わない。)
- Nul ne peut entrer dans le jardin. /nyl.nə.pø.(t)ɑ̃.tʁe.dɑ̃l.ʒaʁ.dɛ̃/ (誰もその庭に入ってはならない。)

### rien
対象となる物が何も無いことを示すには rien を用いる。英語の nothing に当たる。助動詞があり、rien が目的語の場合、助動詞の後に rien を置く。
- Je n'en sais rien. /ʒə.nɑ̃.sɛ.ʁjɛ̃/ (私はそれについて何も知らない。)
- Je n'ai rien vu. /ʒə.ne.ʁjɛ̃.vy/ (私は何も見なかった。)

俗語では rien を意味する語がいくつもある。この中で最もよく使われるのは que dalle である。rien と異なり、常に動詞の後に置かれる。俗語なので ne はほとんど使われない。
- J'ai rien vu. /ʒe.ʁjɛ̃.vy/ (私は何も見なかった。)
- J'ai vu que dalle. /ʒe.vyk.dal/ (〃)

以下にそれらの語を示す。
- couic /kwik/
- nada /na.da/
- oualou, walou /wa.lu/
- peau de balle /pod.bal/
- pouic /pwik/
- que couic /kə.kwik/
- que dalle, quedalle, que dal, quedal, kedalle, kedal /kə.dal/
- que pouic /kə.pwik/
- que tchi, ketchi, keutchi /kə.tʃi/
- queud /kœd/
- tchi /tʃi/
- tintin /tɛ̃.tɛ̃/

### 否定代名詞の修飾
否定代名詞を修飾する場合、不定代名詞 quelqu'un, quelque chose と同様に、形容詞を de を挟んで後ろに置く。否定代名詞は男性単数として扱う。
- Il n'y avait personne de blessé. /il.nja.vɛ.pɛʁ.sɔn.də.ble.se/ (負傷した人は誰もいなかった。)
- Je ne fais rien de spécial. /ʒən.fɛ.ʁjɛ̃.də.spe.sjal/ (私は特別なことは何もしない。)

## 否定接続詞
否定接続詞 ni /ni/ は、列挙する句のどれもが否定される時に用いる。接続詞 et /e/ と同じように使えるが、et と異なり、否定される句の全ての前に ni を置く。否定される名詞句の不定冠詞、部分冠詞は省く。
- Elle n'a ni mangé ni bu. /ɛl.na.ni.mɑ̃.ʒe.ni.by/ (彼女は食べも飲みもしなかった。)
- Il ne boit ni café ni thé. /il.nə.bwa.ni.ka.fe.ni.te/ (彼はコーヒーも紅茶も飲まない。)
- Ni Jean ni Anne ne sont allé au Japon. /ni.ʒɑ̃.ni.an.nə.sɔ̃.(t)a.le.o.ʒa.pɔ̃/ (ジャンもアンヌも日本に行かなかった。)

動詞を否定するには、ne ... (pas,) ni ne ... を使う。
- Elle ne mange ni ne boit. /ɛl.nə.mɑ̃ʒ.nin.bwa/ (彼女は食べも飲みもしない。)
- Elle ne mange pas, ni ne boit. /ɛl.nə.mɑ̃ʒ.pa.nin.bwa/ (〃)

## 不定詞の否定
不定詞を否定するには ne pas を用いる。否定文と異なり、この ne は省略できない。
- être étudiant /ɛ.tʁe.ty.djɑ̃/ (学生であること)
→ ne pas être étudiant /nə.pa.(z)ɛ.tʁe.ty.djɑ̃/ (学生でないこと)
- avoir ou ne pas avoir des enfants /a.vwa.ʁu.nə.pa.(z)a.vwaʁ.de.zɑ̃.fɑ̃/ (子供がいるかいないか)

不定詞を取る動詞は、ne の位置で文の意味が変わる。
- Vous ne pouvez pas y aller. /vun.pu.ve.pa.(z)ja.le/ (あなたは行ってはならない。 - 定動詞 peux の否定)
- Vous pouvez pas y aller. /vu.pu.ve.pa.(z)ja.le/ (〃 - 口語での ne の脱落)
- Vous pouvez ne pas y aller. /vu.pu.ve.nə.pa.(z)ja.le/ (あなたは行かなくても良い。 - 不定詞 aller の否定)

pas 以外の否定語も使える。
- Il ne peut plus travailler. /il.nə.pø.ply.tʁa.vaj/ (彼はもう働けない。 - 定動詞 peut の否定)
- Il peut plus travailler. /il.pø.ply.tʁa.vaj/ (〃 - 口語での ne の脱落)
- Il peut ne plus travailler. /il.pø.nə.ply.tʁa.vaj/ (彼はもう働かなくても良い。 - 不定詞 travailler の否定)